# Маданият (Таласская область)
Маданият — село в Бакай-Атинском районе Таласской области Кыргызстана. Входит в состав Акназаровского аильного округа. Код СОАТЕ — 41707 220 826 03 0.

## Население
По данным переписи 2009 года, в селе проживало 1394 человек.